# 壁紙

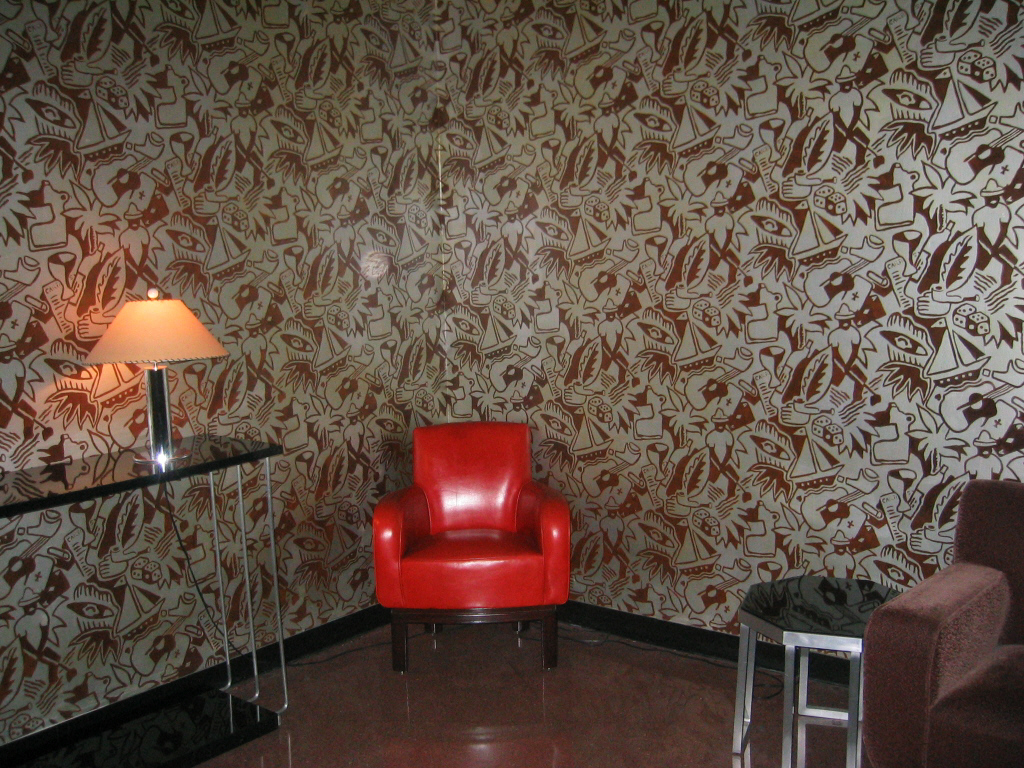
壁紙の貼られた部屋

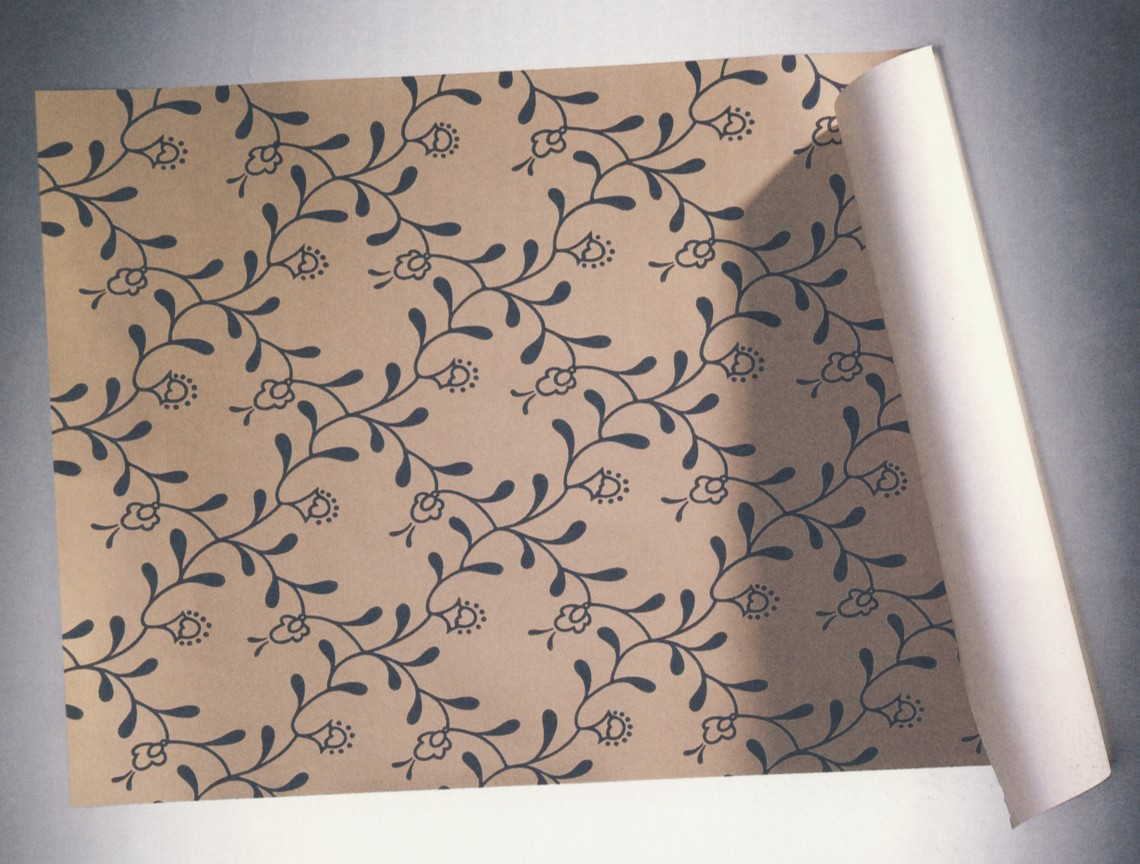
壁紙

壁紙（かべがみ、英: Wallpaper）とは、建築物において壁や天井の内装仕上材として用いられる布・紙やビニル（合成樹脂）でできたシート。おもに、下地の保護や装飾などを目的とし、内壁下地材の表面に接着剤を用いて貼り付ける。近年ではシックハウス対策として、ホルムアルデヒドを飛散しにくい接着剤への転換が進んでいる。一般には「壁紙」と呼ばれるが、天井に貼ることも多いため、建築業界では「クロス」（Cloth）と呼ぶこともある。
ホームセンターでも多種多様な壁紙が販売されておりDIYで壁紙の張替に挑戦する者も多いが、下地処理が不充分だと壁紙のはがれや浮きを生じることが多い。

## 歴史
壁紙が発祥した国は中国である。明代には家屋の内部の壁面に紙を貼る習慣があったとされる。その頃、中国を訪れた宣教師によってヨーロッパに伝わった。
16世紀のヨーロッパでは、壁布と壁紙が共存していた。
コルドバレザー（金唐革）とは、革製の壁装材のことで、10世紀前後に製造技術がイスラーム圏からスペインへ伝わり、コルドバが一大生産地となった。ギルディッドレザーと呼ぶ場合もある。
ヴィクトリア朝のころ、ウィリアム・モリスのアーツ・アンド・クラフツ運動の中で、唐草文様などが印刷された壁紙が考案され世界中に広まった。壁紙は印刷で大量生産されることから、安価な室内装飾であることだけでなく、保温性などに優れていることが普及の理由である。
19世紀から20世紀初め頃のヨーロッパ建築はピクチャレスクが主流となり、シノワズリ壁紙とパノラマ壁紙が人気を博した。
近年はデジタル印刷によるオーダーメード生産も可能となっている。

## 貼り方
日本では施工業者によって壁紙を貼るのが一般的であったが、昨今のDIYで一般の人が貼る機会も増えている。それに伴い、インテリア雑誌、ブログ、インターネット通販のサイトなどで壁紙の貼り方が紹介されている。

## 種類

### 材質による分類
- 和紙製
- 葛布製（布壁紙）
- 合成樹脂製（ビニール壁紙）

### 接着方式による分類
- 糊なし壁紙

裏面に生糊や接着剤が塗布されていないタイプの壁紙。
- 生糊付壁紙

裏面に生糊が塗布されており、フィルムをはがして貼り付けるタイプの壁紙。ジョイントテープが付いている。
- 粘着式

裏面に接着剤が塗布されており、裏紙をはがして貼り付けるタイプの壁紙。DIYで多く用いられ、貼り直しが可能なものもある。
- 再湿式

裏面を湿らせることで接着できるようにしたタイプの壁紙。

## 利点
- 安価で、施工が早い。このため、低コスト住宅や大手ハウスメーカーでは標準品として採用される。
- 工場で生産された規格品であるので、塗壁と比較してクレーム率が低く、均一に施工することができる。
- 表面に印刷を施すことにより、木目やコンクリート調など、様々なデザインを表現できる。

## 問題点と対策
- 壁紙の接着剤としては酢酸ビニル系接着剤が頻用される。酢酸ビニル自体がIARCの分類によって、「ヒトへの発がん性が疑われる物質（Group 2B）」と評価されている。また保管中の重合を予防するために重合禁止剤も配合されている。酢酸ビニルが加水分解するとシックハウス症候群の原因となるホルムアルデヒドが遊離される。ホルムアルデヒドの遊離を予防するために、キャッチャー剤が配合されているが、全く遊離されないわけではない。このため酢酸ビニル系接着剤を使用せず、米糊で壁紙の固定をする住宅メーカーも存在する。
- ビニル壁紙の基材として使われる塩化ビニルは本来硬い物質なので、可塑剤と捕捉剤が添加される。可塑剤としては環境ホルモンの原因物質として注目されている[4]フタル酸エステルが大量に使用される。このため、ビニル壁紙ではなく、和紙などを素材とした壁紙を利用する動きもある。
- 水蒸気を透過しない製品が多く、壁内結露の原因の一つとなることがある。最近では珪藻土を配合するなどして、調湿機能をもつ製品も発売されている。
- 施工後乾燥によって収縮する。これにより、継ぎ目などが剥離したり隙間が開くことがある。また経年劣化によって接着剤が加水分解し、壁紙自体が剥がれてくることがある。劣化のスピードは湿気と温度に左右される。
- ドイツ・ベルリン市では、ポリ塩化ビニール等の火災時や焼却処理時に払う、環境汚染に対するコストを「隠れたコスト」であるとして、公共建築でのビニル壁紙の使用を禁止している。